# Hurdy Gurdy Man (Donovan)
Hurdy Gurdy Man è un brano musicale scritto dal cantautore scozzese Donovan. Venne inciso nell'aprile 1968 e pubblicato su singolo il mese seguente in Gran Bretagna dove raggiunse la quarta posizione della Official Singles Chart, e negli Stati Uniti dove raggiunse la quinta posizione della Billboard Hot 100. La traccia fu inoltre inclusa nell'album The Hurdy Gurdy Man, pubblicato nell'ottobre dello stesso anno.

## Il brano
Donovan scrisse Hurdy Gurdy Man mentre si trovava a Rishikesh in India, dove stava studiando meditazione trascendentale insieme ai Beatles. La registrazione è caratterizzata da sonorità rock molto accentuate per gli standard abituali di Donovan, con chitarre distorte e batteria aggressiva. Riscontrabile anche l'influenza indiana nell'utilizzo del tanbur, strumento tradizionale della musica classica indiana che Donovan aveva ricevuto in regalo da George Harrison (che lo aiutò anche a scrivere il testo della canzone). Il brano potrebbe essere stato influenzato da Green Circles, un singolo psichedelico del 1967 degli Small Faces. Le somiglianze sono nella melodia discendente delle strofe, nella strana performance canora, e nel testo che parla dell'essere visitati da uno straniero illuminato. Nel 2012, Donovan rivelò di aver fatto amicizia con i membri degli Small Faces nel 1965.
Secondo alcune fonti, la canzone sarebbe stata composta per il gruppo Hurdy Gurdy (che includeva il vecchio amico di Donovan Mac MacLeod) e Donovan doveva occuparsi solo della produzione discografica, ma la collaborazione non andò a buon fine a causa di dissidi artistici, e Donovan decise di registrare lui stesso la traccia. Nella sua autobiografia, Donovan scrive a proposito della canzone, che la sua idea originaria era quella di offrire Hurdy Gurdy Man a Jimi Hendrix.

### Registrazione
La sessione di registrazione, svoltasi il 3 aprile 1968 ai CBS Studios di Londra, venne prodotta da Mickie Most con la collaborazione del tecnico del suono Eddie Kramer.
Esistono alcune incertezze circa la precisa formazione musicale che suonò nella registrazione originale del brano. Nel booklet inserito nella raccolta Troubadour: The Definitive Collection 1964–1976 del 1992, Allan Holdsworth e Jimmy Page sono indicati come chitarristi mentre John Bonham e Clem Cattini (erroneamente indicato come "Clem Clatini") come batteristi. John Paul Jones, che arrangiò e suonò il basso nella traccia (e prenotò anche le sedute in studio), disse via e-mail che Clem Cattini suonò la batteria mentre Alan Parker suonò la chitarra elettrica. Questa line-up venne confermata da Cattini. Nell'autobiografia di Donovan, egli indica invece Cattini (scritto "Catini") e Bonham alla batteria . In un'intervista del 2013, Donovan disse di ricordarsi principalmente di Cattini ma di non essere sicuro che anche Bonham fosse coinvolto, inoltre fece il nome di Allen Hollsworth come chitarrista.
Nel suo sito web, Jimmy Page indica Hurdy Gurdy Man come una delle canzoni nelle quali suonò come turnista. Anche l'ingegnere del suono Eddie Kramer citò Jimmy Page, ma escluse la partecipazione di John Bonham. Nel documentario Sunshine Superman: The Journey of Donovan del 2008, Donovan disse che Page fu il chitarrista della sessione, e dichiarò inoltre come l'atmosfera da "rock celtico" di Hurdy Gurdy Man, portò in seguito Page, Jones, e Bonham a formare i Led Zeppelin poco tempo dopo. Nella propria autobiografia, Donovan accredita sia Page sia Hollsworth come chitarristi nella traccia.
Il tanbur a quattro corde che Donovan suona nella traccia era un regalo di George Harrison. Nella sua autobiografia, Donovan ricorda di aver iniziato a scrivere Hurdy Gurdy Man al tanbur dopo aver discusso con Harrison degli accordi di sitar che egli aveva imparato da Ravi Shankar.

## Cover
La canzone è stata reinterpretata da numerosi artisti, inclusi:
- Steve Hillage nell'album L (1976).
- Eartha Kitt nel 1972 come B-side del singolo Catch the Wind.[15]
- Neil Pye, il personaggio hippy della serie tv comica inglese The Young Ones nel 1984 per un album intitolato Neil's Heavy Concept Album.
- Butthole Surfers sull'album piouhgd del 1991.
- L.A. Guns nell'album di cover Rips the Covers Off (2004).
- Wild Colonials nell'EP Life As We Know It EP 1/4 (2007).

## Riferimenti in altri media
Il brano figura come sigla di apertura nella prima stagione della serie televisiva Britannia. 
Inoltre è uno dei tanti brani utilizzato come colonna sonora della serie televisiva The Americans.
È inoltre la canzone che chiude il film "Zodiac".